# 藤生聖子
藤生 聖子（ふじき せいこ、1954年7月12日 - ）は、日本の女優、声優。福岡県福岡市博多区出身。旧芸名は藤木 聖子。劇団昴所属。

## 人物
特技は剣道（初段）。方言は博多弁。

## 出演
太字はメインキャラクター。

### テレビドラマ
- 課長さん がんばって
- 爆走! ドーベルマン刑事 第10話「大爆破3秒前」（1980年）
- 気になる天使たち 第1話「噂のあいつ」（1981年）
- プロハンター 第16話「悪い女」（1981年）
- ザ・サスペンス / 松本清張の時間の習俗（1982年） - 幼稚園の先生
- 太陽にほえろ!
  - 第515話「生いたち」（1982年） - 内村の元恋人
  - 第604話「戦場のブルース」（1984年） - 岩田夫人
  - 第643話「走れブルース」（1985年） - 浜田美枝
- 大奥 第17話「女の情に蛇が凄む」（1983年） - おるり
- 土曜ワイド劇場
  - 西村京太郎トラベルミステリー 第5作「東北新幹線殺人事件」（1984年）
  - 京都二年坂殺人事件（1990年）
  - 人狩り 就職戦線殺人事件 発見された二つの死体（1995年）
- 遠山の金さん
  - 遠山の金さん 第90話「哀愁の羽蝶蘭 消音銃の女」（1984年） - お信乃
  - 遠山の金さんII 第5話「女豹秘話・浪花女の啖呵が冴えた!」（1985年）
- 特捜最前線
  - 第440話「結婚したい女・ハイミスOLの報復!」（1985年）
  - 第473話「原宿・ハウスマヌカン夢芝居!」（1986年）
- 誇りの報酬 第14話「萩原刑事が撃たれた」（1986年） - スナック「リバー」ママ
- 暴れん坊将軍シリーズ
  - 暴れん坊将軍II
    - 第181話「夢かるた、師走の謎唄!」（1986年） - 玉島
    - 第188話「俺がまことの吉宗だ!」（1987年） - お梅の方

  - 暴れん坊将軍III  第19話「知らぬが仏の紙風船」（1988年） - お梶
- 仮面ライダーBLACK 第25話「爆走する武装メカ」（1988年） - 江上佳代
- 土曜ドラマスペシャル / 逃げて逃げて…（1988年）
- メタルヒーローシリーズ
  - 機動刑事ジバン 第44話「子供になった天才科学者」（1989年） - ひろきの母親
  - 特捜エクシードラフト 第46話「魔獣を飼う美少女」（1992年） - 本田弓子
- 男と女のミステリー / 消えた婚約者（1990年）
- 刑事貴族 第15話「その時、哀しく女を逮捕した」（1990年）
- 火曜サスペンス劇場
  - 朝もやの中に街が消える（1991年）
  - 六月の花嫁シリーズ 遺言結婚 小樽地獄坂の殺人（1995年）
  - アリバイの穴（1997年）
  - 身辺警護
    - 第4作（1999年）
    - 第7作（2001年）
- ツインズ教師（1993年）
- 松本清張ドラマスペシャル・眼の気流（1994年）
- 超力戦隊オーレンジャー 第32話「学校の怖い悪夢」（1995年） - 真由美の母
- 月曜・女のサスペンス / 女特命捜査官

### 映画
- セーラー服と機関銃（1981年）

### 舞台
1980年
- 誰か一人があなたの子（ディアーナ）

1982年
- 御意にまかす（ポンザ夫人）
- 手荷物をお忘れなく（スーザン）

1984年
- 幽霊（ヘレーネ・アルヴィング）

1985年
- 夏の夜の夢（1985年 - 1986年、ヒポリタ）

1986年
- スタア（杉梢）

1987年
- アズ・イズ

1988年
- ロミオとジュリエット

1989年
- セールスマンの死（1989年 - 1996年、女）

1990年
- かもめ（アルカージナ）
- エデンの東（ケイト）

1991年
- オータム･ガーデン（ニナ・ディネリィ）

1992年
- STEP!-ふんだりけったり-（エリザベス）

1993年
- Same Time Next Year
- 八人の犬士たち

1994年
- ベルナルダ･アルバの家（ベルナルダ）

1997年
- マーヴィンの部屋（リー）

1998年
- プレイング・フォア・タイム-命を奏でて-（フラウ･シュミット）

1999年
- 夏の砂の上

2000年
- 罪と罰（カチェリーナ）

2001年
- チャリング･クロス街84番地

2004年
- ドリー･ウェストのキッチン（エステル･ホーガン）
- ジュリエットたち（京子）

2008年
- 修道女（マザー･クリスティーヌ）

2010年
- 熊

### テレビアニメ
1994年
- とっても!ラッキーマン（おやじマンの女房）

1995年
- NINKU -忍空-（アイーダ）

1996年
- B'T-X（ラレーニャ）

1997年
- 名探偵コナン（1997年 - 2000年、寺岡美佐子、籔内真知子、出雲梓、橘ユキ）

1998年
- ガサラキ（豪和雪乃）

1999年
- デビルマンレディー（園部真名子）

2001年
- 旋風の用心棒（大貫和代）

2004年
- NARUTO -ナルト-（キバ母〈犬塚ツメ〉）
- 魔法少女隊アルス（クレデーレ）
- 焼きたて!!ジャぱん（赤川今日子）

2005年
- 英國戀物語エマ（おばさん）

2006年
- びんちょうタン（あろえの母）

2008年
- テレパシー少女 蘭（八重）

2010年
- NARUTO -ナルト- 疾風伝（犬塚ツメ）

2014年
- Wake Up, Girls!（民謡仲間1）
- 寄生獣 セイの格率（田宮の母、美津代）

### 劇場アニメ
- 劇場版 NARUTO -ナルト- ロード・トゥ・ニンジャ（2012年、犬塚ツメ）
- 劇場版 呪術廻戦 0（2021年、斉藤母）

### 吹き替え

#### 担当女優
キャサリン・キーナー
- ゲット・アウト（ミッシー・アーミテージ）
- 40歳の童貞男（トリシュ）
- 路上のソリスト（メアリー・ウェストン）

#### 映画
- アイアン・ウィル/白銀に燃えて（マギー・ストーンマン）
- アイアン・カウボーイズ ミーツ・ゴーストライダー（アイリーン）
- 愛されちゃって、マフィア（コニー〈マーセデス・ルール〉）
- I love ペッカー（エミリー〈ベス・アームストロング〉）
- アウトロー・ポリス/傷だらけのバッジ（ティングリーディス）
- 悪魔の毒々おばあちゃん（ジェシカ）
- アトランティスのこころ
- 穴（ギリアン）
- あぶない週末（ナタリー・スタンディッシュ〈ジョベス・ウィリアムズ〉）
- アマロ神父の罪（サンファネラ）
- アメリカン・ソルジャーズ2（サラ・リード〈アリー・シーディ〉）
- アルマゲドン（ワッツ〈ジェシカ・スティーン〉）※ソフト版
- アンカーウーマン（ジョアンナ・ケネリー〈ケイト・ネリガン〉）
- アンダーカバー・ブルース/子連れで銃撃戦!?（ジェーン・ブルー〈キャスリーン・ターナー〉）
- アンディ・ガルシア 沈黙の行方（ペニー・ハンター）
- アンディ・ラウ アルマゲドン（イップ警部〈クラウディア・ラウ〉）
- アントワン・フィッシャー きみの帰る場所（エヴァ・メイ〈ヴィオラ・デイヴィス〉）
- アンビリーバブル（ベッツィ〈マーゴ・マーティンデイル〉）
- E.T.（メアリー〈ディー・ウォレス〉）※DVD版
- インデペンデンス・デイ
- イントルーダーズ/第四の遭遇（リー・ホランド〈スーザン・ブレイクリー〉）
- ヴァージン・スーサイズ（リスボン夫人〈キャスリーン・ターナー〉）
- ウェインズ・ワールド2（ハニー・ホーネー〈キム・ベイシンガー〉）
- 宇宙戦争
- 美しい人（サンドラ〈エルピディア・カリロ〉）
- ウルフマン（マレヴ〈ジェラルディン・チャップリン〉）
- エッジ・オブ・ダークネス（ディー〈ロビーナ・アルストン〉）
- エミリー・ローズ
- オーケストラ!（イリーナ・フィリポヴナ）
- オーバー・ザ・ムーン
- おかしな二人2（テルマ〈クリスティーン・バランスキー〉）
- 彼と彼女の第2章（ロイス〈キャシー・モリアーティ〉）
- 奇跡の歌（ジョアン〈ダイアン・ヴェノーラ〉）
- 恐竜島の秘密（オウム）
- キンダガートン・コップ ※テレビ朝日版
- 靴に恋して（マリカルメン）
- グラマー・エンジェル危機一発
- グリーン・カード（ローレン・アドラー〈ビビ・ニューワース〉）
- グリッター きらめきの向こうに（リリアン・フランク）
- ゴースト・オブ・マーズ（ヘレナ・ブラドッグ〈パム・グリア〉）
- 恋する履歴書（カーメラ〈ジェーン・リンチ〉）
- コラテラル・ダメージ（ルッソ〈ジェーン・リンチ〉）※ソフト版
- コンタクト（レイチェル・コンスタンティン〈アンジェラ・バセット〉）※ソフト版、（科学者）※テレビ東京版
- ザ・サイレンサー MAGNUM357（シビル〈ブリジット・ニールセン〉）
- 殺人サイボーグ リタリエーター（サミーラ〈サンダール・バーグマン〉）
- ザ・ディレクター ［市民ケーン］の真実（ルエラ・パーソンズ〈ブレンダ・ブレッシン〉）
- 幸せのレシピ
- 地獄の女囚コマンド（ジョアンナ）
- シックス・デイ（ナタリー・ギブソン〈ウェンディ・クルーソン〉）※ソフト版
- シティ・オブ・エンジェル（アン）
- ジャイアント・ベビー ※日本テレビ版
- 小説家を見つけたら（ジャニス・ウォレス）
- 新・暗くなるまで待って（ハインズ〈サマンサ・フェリス〉）
- スーパーマリオ 魔界帝国の女神（ビッグ・バアサ〈フランセスカ・ロバーツ〉）※ソフト版
- スケアクロウ（フレンチー）※テレビ東京版
- スタートレックV 新たなる未知へ
- ストレイト・ストーリー（ローズ・ストレイト〈シシー・スペイセク〉）
- スパイ・ゲーム（アン・キャスカート大使夫人〈シャーロット・ランプリング〉）※ソフト版
- SPUN スパン（隣のレズビアン〈デボラ・ハリー〉）
- 続ラブ・バッグ（ミリセント〈エレーン・デヴリー〉）
- ゾンビコップ（レベッカ〈クレア・カークコンネル〉）
- ダーク・ウォーター
- ダーティ・ダンシング（リサ・ハウスマン）※フジテレビ版
- 奪還者（祖母〈ジリアン・ジョーンズ〉）
- ダブル・ジョパディー（マーガレット〈ローマ・マフィア〉）※ソフト版
- ダンサー・イン・ザ・ダーク（ブレンダ〈シオバン・ファロン〉）
- ダンス・レボリューション2（ミセス・ダニエルズ）
- チャーリーズ・エンジェル フルスロットル（マディソン・リー〈デミ・ムーア〉）※ソフト版
- デッド・カーム/戦慄の航海
- 10日間で男を上手にフル方法（ラナ〈ビビ・ニューワース〉）
- パーシー・ジャクソンとオリンポスの神々/魔の海（預言者〈ショーレ・アグダシュルー〉）
- ハサミを持って突っ走る（アグネス・フィンチ〈ジル・クレイバーグ〉）
- バッファロー'66（ジャン〈アンジェリカ・ヒューストン〉）
- ハドソン・ホーク（アーモンド・ジョイ〈ロレイン・トゥーサント〉）※フジテレビ版
- パパってなに?
- パンサー/黒豹の銃弾（ベティ・シャバズ〈アンジェラ・バセット〉）
- ブーメラン（ストランジェ〈グレイス・ジョーンズ〉）※ソフト版
- ファイナル・カット（テルマ）
- フェティッシュ（エレナ）
- 不機嫌な赤いバラ（バーバラ）
- フリー・ウィリー（アニー・グリーンウッド〈ジェイン・アトキンソン〉）※ソフト版
- フリー・ウィリー2（アニー・グリーンウッド〈ジェイン・アトキンソン〉）※ソフト版
- プリズン・エンジェルズ（マニー）
- プリティ・ブライド（エリー・グラハム〈リタ・ウィルソン〉）
- ブルース・オールマイティ（デビー・コネリー）
- ブレードランナー 2049（フレイサ〈ヒアム・アッバス〉[5]）
- プレタポルテ（スリム・クライスラー〈ローレン・バコール〉）
- ブローン・アウェイ/復讐の序曲（リタ）※ソフト版
- ベスト・キッド（ルシール・ラルーソー）※ソフト版
- ベスト・キッド3/最後の挑戦（ルシール・ラルーソー）※DVD・BD版
- ヘドウィグ・アンド・アングリーインチ
- ボーイズ・オン・ザ・サイド（アナ〈エイミー・アキノ〉）
- ボクサー（パッツィ）
- ぼくの国、パパの国（エラ〈リンダ・バセット〉）
- 僕のボーガス（ペニー）
- ホスピタル・アンダー・シージ（エヴァ）
- ボディガード（ニッキー〈ミシェル・ラマー・リチャーズ〉[6]）※ソフト版
- ホワイトファング2/伝説の白い牙（カトリン）※ソフト版
- ホワット・ライズ・ビニース（ジョディ〈ダイアナ・スカーウィッド〉）
- マイアミ・ラプソディー（カイア〈ナオミ・キャンベル〉）
- マッド・ハウス/珍入者撃退作戦（クローディア〈アリソン・ラプラカ〉）
- マッドマックス 怒りのデス・ロード（ギリアン〈ギリアン・ジョーンズ〉）
- マネー・トレイン ※テレビ朝日版
- まぼろし（アマンダ〈アレクサンドラ・スチュワルト〉）
- ミート・ザ・ジェンキンズ（母親〈マーガレット・エイヴリー〉）
- ミッション・トゥ・マーズ
- ミッシング ID（ジェラルディン・ベネット博士〈シガニー・ウィーバー〉）
- メガ・パイソンVSギガント・ゲイター（アンジー〈キャスリン・ジューステン〉）
- めぐり逢い（リン・ウィーヴァー〈ケイト・キャプショー〉）
- 誘導尋問（ライエル・ルービン〈マーセデス・ルール〉）
- ルーキー（リースル〈ソニア・ブラガ〉）※TBS版
- ル・アーヴルの靴みがき（クレール）
- レディ・キラーズ（マウンテン・ガール）
- 恋愛適齢期（ゾーイ・バリー〈フランシス・マクドーマンド〉）
- RAW 少女のめざめ
- ワイルドスティンガー（シルヴィア・フィンクルスティン〈ロレッタ・デヴァイン〉）

#### ドラマ
- アガサ・クリスティー ミス・マープル
  - 書斎の死体（アデレード・ジェファーソン〈タラ・フィッツジェラルド〉）
  - 殺人は容易だ（リディア・ホートン）
- アクエリアス 刑事サム・ホディアック（オーパル）
- アナザー・ライフ〜天国からの3日間〜 シーズン1 #5（ジュリー・スミス / ミルドレッド〈ケイト・ジャクソン〉）
- アリー my Love
- ER緊急救命室
  - シーズン1 #9
  - シーズン2（カレン〈マーグ・ヘルゲンバーガー〉）、#9（マデリン〈カレン・ルドウィグ〉）
  - シーズン3（バイヤーク〈ルーシー・ロドリゲス〉）
  - シーズン3 - 15（シャーリー〈ダイナ・レニー〉）
  - シーズン11 #16（ディー・マクナマス〈メグ・ソーケン〉）
- いばらの鳥（ユン・ミョンジャ）
- オリジナルズ（バスティアナ）
- 女弁護士ロージー・オニール
- GIRLS/ガールズ（イーヴィー〈マーニーの母親）
- カシミアマフィア
- キャッスル 〜ミステリー作家は事件がお好き（ヴィクトリア・ゲイツ〈ペニー・ジョンソン・ジェラルド〉）
- ギルモア・ガールズ（エミリー・ギルモア〈ケリー・ビショップ〉）
- グッド・ワイフ2（ヴァイオラ〈リタ・ウィルソン〉）
- クリミナル・マインド FBI行動分析課
  - シーズン4（シャロン）
  - シーズン5（サラ〈アン・キューザック〉）
- 刑事ナッシュ・ブリッジス（リサ・クランドール・ブリッジス〈アネット・オトゥール〉）※VHS版、（インガー・ドミンゲス）
- ゴシップガール（ガブリエル・エイブラムス）
- ザ・コミッシュ（カルメラ・ペイガン）
- ザ・シールド ルール無用の警察バッジ（クローデット・ウィムズ〈CCH・パウンダー〉）
- ザ・ソプラノズ 哀愁のマフィア（カーメラ・ソプラノ〈イーディ・ファルコ〉）
- ザ・ハンガー シーズン1 #16（メアリー）
- シークエスト パイロット版（マリリン・スターク艦長〈シェリー・ハック〉）
- シェイムレス2 俺たちに恥はない（ドティ）
- 情熱のシーラ（ドローレス・キローガ〈エルビラ・ミンゲス〉）
- 新スーパーマン（キャット・グラント〈トレイシー・スコギンズ〉）
- 新スタートレック（ロー・ラレン〈ミシェル・フォーブス〉）
  - シーズン7 #4・5（ベコール〈ケイトリン・ブラウン〉）
- 新ビバリーヒルズ青春白書2（コリーン）
- 新米刑事モース〜オックスフォード事件簿〜（ウィン・サーズデイ）
- スタートレック:ヴォイジャー（セスカ〈マーサ・ハケット〉）
- スタートレック:ピカード（ロー・ラレン）
- スティーヴン・キングのザ・スタンド（レイ・フラワーズ〈キャシー・ベイツ〉）
- ドリームランド 渚の四姉妹（ダイアン〈マルチナ・レアード〉[7]）
- ナース・ジャッキー6（ヘレン〈ディードル・オコンネル〉）
- プライベート・プラクティス5（ソーシャルワーカー）
- ブラインドスポット タトゥーの女（シェパード〈ミシェル・ハード〉）
- ヘラクレス/魔境の女戦士（ヒッポリュテ）
- MAD MEN（アナベル・マシス）
- ミス・マープル 書斎の死体（ドリー・バントリー）
- 名探偵ポワロ 鳩のなかの猫（アップジョン夫人）
- リーサル・ウェポン シーズン2
- ルール4（ヘイゼル・ウォーカー〈テレサ・ラッセル〉）
- レジェンド・オブ・アロー ※NHK版

#### アニメ
- 三人の騎士（ヤヤー）※ポニー版、バンダイ版
- ザ・シンプソンズ（ルース・パワーズ、モデル）
- LEGO スター・ウォーズ/恐怖のハロウィーン（マザー・タルジン）
- スター・ウォーズ/クローン・ウォーズ（マザー・タルジン）
- プーさんとイーヨーの一日（ピグレット）※ポニー版、バンダイ版
- ふしぎの国のアリス ※ソフト版

### CM
- アリコTVCF「床屋の話」篇
- アリナミンA CF
- ヤマハ バイク R.CM

### その他コンテンツ
- ロバート秋山のクリエイターズ・ファイル No.27 「声優 二木陽次」 - 本人 役